# 栗栖留生
栗栖 留生（くりす るう、1998年4月3日 - ）は、日本の元女子バレーボール選手である。

## 来歴
愛知県豊橋市出身。
豊橋中央高等学校では主将を務めた。一学年後輩に山田二千華がいる。
日本体育大学在学中の2020年12月、V.LEAGUE DIVISION2所属の群馬銀行グリーンウイングス（現・群馬グリーンウイングス）に内定選手として加入し、2020-21シーズンで試合に出場した。2021年に正式に入団。
2023年のV・サマーリーグ・2023-24シーズンではセッターとしての出場を経験した。
2024年からチームがSV.LEAGUEに参戦。2024-25シーズン開幕戦となる10月14日のAstemoリヴァーレ茨城戦でスタメン出場し、トップリーグデビューを果たした。同年11月10日のPFUブルーキャッツ石川かほく戦の試合中に負傷し、左アキレス腱断裂で全治6か月の診断を受けた。
2025年4月、2024-25シーズン限りでの現役引退が発表された。5月9日に引退選手として公示。

## 所属チーム
- 豊橋中央高等学校（2014-2017年）
- 日本体育大学（2017-2021年）
- 群馬グリーンウイングス（2021-2025年）